# NGC 6004
NGC 6004 је спирална галаксија у сазвежђу Змија која се налази на NGC листи објеката дубоког неба.
Деклинација објекта је + 18° 56' 22" а ректасцензија 15h 50m 22,8s. Привидна величина (магнитуда) објекта NGC 6004 износи 12,6 а фотографска магнитуда 13,3. NGC 6004 је још познат и под ознакама UGC 10056, MCG 3-40-51, CGCG 107-46, IRAS 15481+1905, PGC 56166.